# دیپلم افتخار جشنواره فیلم فجر
دیپلم افتخار جشنوارهٔ فیلم فجر جایزه‌ای است که در ایران توسط جشنوارهٔ فیلم فجر به برگزیدگان در رشته‌های مختلف سینمایی اهدا می‌شود. 
این جایزه بعد از سیمرغ بلورین، دومین جایزهٔ معتبر این جشنواره است.